# 이방성 도전 필름

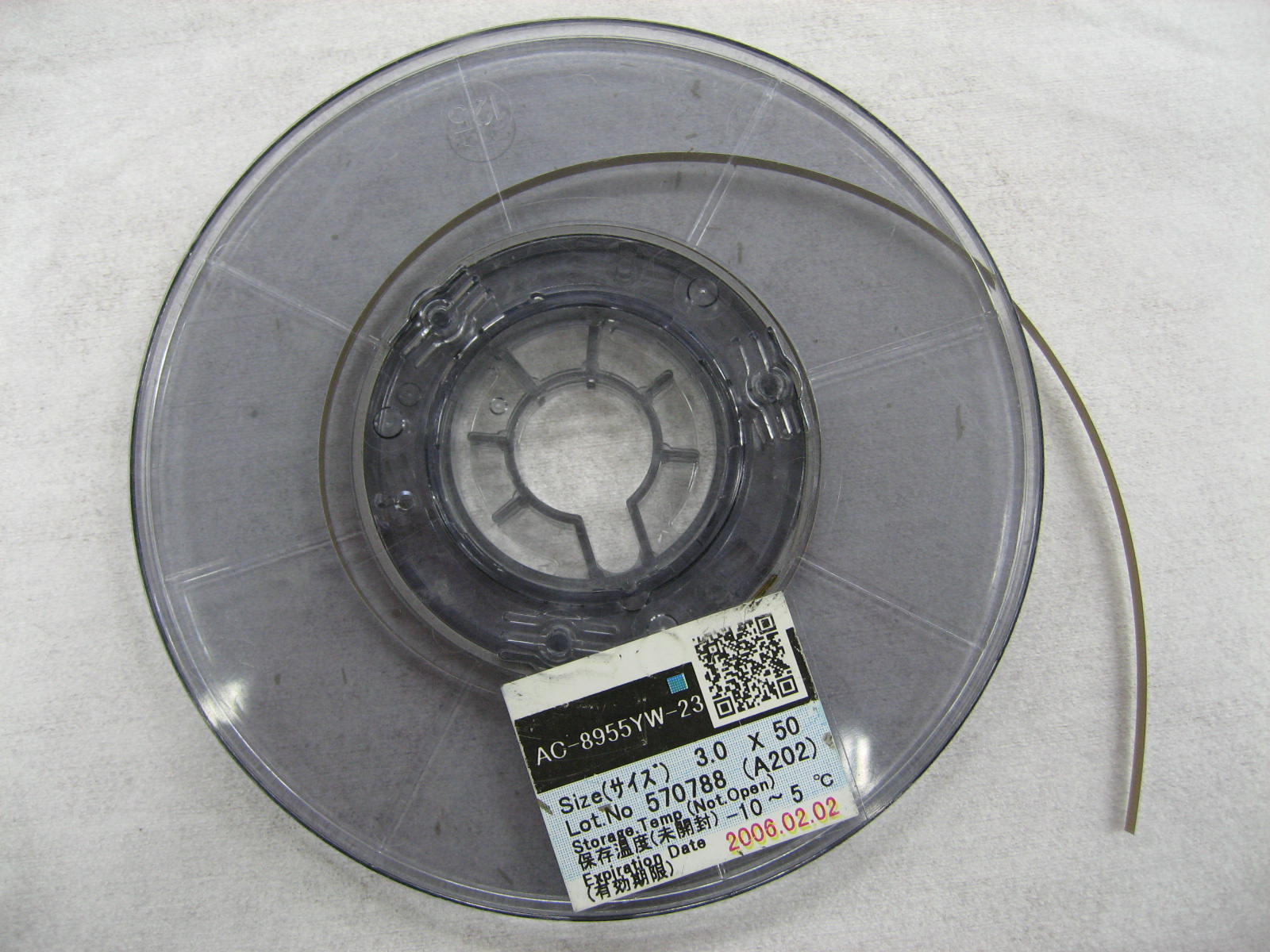
히타치 화학공업의 이방성 도전 필름

이방성 도전 필름(異方性 導電 Film, ACF)은 액정 디스플레이 제조에서 유리에 드라이버 IC를 전기/물리적으로 연결하기 위하여 사용하는 무납이며 친환경적인 에폭시 시스템이다. 이방성 도전 필름 기술은 디스플레이 패키지 중에서 가장 작고 신호의 밀도를 높일 수 있는 칩 온 글래스 (chip-on-glass), 칩 온 필름 (chip-on-film), 칩 온 보드 (chip-on-board) 패키지에 사용된다.

## 같이 보기
- 액정 디스플레이
- 표면 실장 기술

## 참조
- Opdahl, Peter J. (2001년 2월). 《Anisotropic Conductive Film for Flipchip Applications: An Introduction》. FlipChips Dot Com’s Technology Updates . |출판사=에 외부 링크가 있음 (도움말)